# Isidro Sánchez Sánchez
Isidro Sánchez Sánchez (Toledo, 1949) es un historiador español, especializado en la historia de la prensa en España, y la temática manchega cervantina. Ha ejercido como profesor universitario y como codirector del Centro de Estudios de Castilla-La Mancha, donde continúa investigando como colaborador honorífico, tras su jubilación.
Preocupado por una trayectoria académica independiente, se jubiló el 31 de diciembre de 2012, tras treinta años dando clase a los alumnos de Historia y desde 2000 encargándose del citado Centro de Estudios.

## Obra
Además de sus estudios globales sobre la prensa española, y más específicamente en Castilla-La Mancha, o las obras de contenido general de la autonomía manchega, como Castilla-La Mancha en la época contemporánea 1808-1939, Isidro Sánchez se ha especializado en investigaciones históricas provinciales, como las dedicadas a la Historia y evolución de la prensa albacetense (1833-1939), o la Historia y evolución de la prensa toledana (1833-1939), entre otras.
Asimismo entre sus trabajos de investigación puede destacarse la coordinación de la obra coral Educación, Ciencia y Cultura en España: Augue y colapso (1907-1940). Pensionados de la JAE (2012); y, más recientemente, el libro en colaboración con Pablo Rey sobre la lacra estructural de la corrupción en España: C de España. Manual para entender la corrupción, (2019).